# On fait quoi maintenant ?
Pour plus de détails, voir Fiche technique et Distribution.
On fait quoi maintenant ? est une comédie française réalisée par Lucien Jean-Baptiste et sortie en 2024,.

## Synopsis
Alain (Lucien Jean-Baptiste), qui approche la soixantaine, est brutalement « remercié » de son entreprise. Il décide de rebondir en créant sa propre entreprise, dans la garde d'enfants, et il a besoin pour cela de s'entourer au mieux. Il mobilise Véronique (Isabelle Nanty), une ex-collègue spécialiste de la logistique, en arrêt de travail depuis plusieurs années à la suite d'une dépression, et l'ex-« vedette » Jean-Pierre Savarin (Gérard Darmon), qui avait animé le jeu télévisé Juste une question. La femme d'Alain (Zabou Breitman) aimerait encourager son mari, mais les doutes initiaux vont assez vite grandir.

## Fiche technique
Sauf indication contraire, les informations mentionnées dans cette section peuvent être confirmées par les bases de données cinématographiques IMDb et Allociné,  présentes dans la section « Liens externes ».
- Titre original : On fait quoi maintenant ?
- Réalisation : Lucien Jean-Baptiste
- Scénario : Lucien Jean-Baptiste, Christophe Duthuron, Méliane Marcaggi, Sébastien Mounier
- Musique : Christophe Chassol
- Décors : Christophe Thiollier
- Costumes : Marie Queysanne
- Photographie : Christophe Offenstein
- Son : Christophe Bourreau, Florian Cornet
- Montage : Florent Vassault
- Production : Mathieu Ageron, Maxime Delauney, Aurélien Nollet, Romain Rousseau
- Sociétés de production : Groupe TF1, Nolita Cinema et Zamba Productions
- Sociétés de distribution : Apollo Films
- Pays de production :  France
- Langue originale : français
- Format : couleur
- Genre : Comédie
- Durée : 91 minutes
- Dates de sortie :
  - France : 2 octobre 2024

## Distribution
- Isabelle Nanty : Véronique
- Gérard Darmon : Jean-Pierre Savarin
- Lucien Jean-Baptiste : Alain
- Zabou Breitman : «Chachou», la femme d'Alain
- Dorothée Pousséo : Florence
- Benoît Du Pac : Jérôme, banquier ami d'Alain
- Grégoire Bonnet : le formateur du BAFA
- Syana Medjber
- Nalya Medjber
- Audrey Pirault : Lucie, la fille de Jean-Pierre
- Firmine Richard : la mère de Alain
- Soumaya Eichi
- Lorys Camara Massicot
- Ayden Rochelle
- Catherine Artigala
- Kelly Bellacci : Carole, la fille d'Alain et Chachou